# 1954 en Colombie-Britannique
Chronologie de la Colombie-Britannique
- 1950
- 1951
- 1952
- 1953
- 1954
- 1955
- 1956
- 1957
- 1958

Cette page concerne des événements qui se sont produits durant l'année 1954 dans la province canadienne de Colombie-Britannique.

## Politique
- Premier ministre : W.A.C. Bennett.
- Chef de l'Opposition : Arnold Webster (en) du Parti social démocratique du Canada
- Lieutenant-gouverneur : Clarence Wallace
- Législature :

## Événements
- Mise en service à North Vancouver du Barrage Cleveland également nommé Cleveland dam, barrage poids en béton, sur la Capilano river, destiné à l'approvisionnement en eau potable[1].

- Achèvement des travaux du Kenney Dam, barrage hydroélectrique en enrochement de 97 mètres de hauteur et d'une longueur de crête de 457 mètres[2].

- Achèvement du Waneta Dam, barrage-poids hydroélectrique en béton de 12 mètres de hauteur[3].

## Naissances

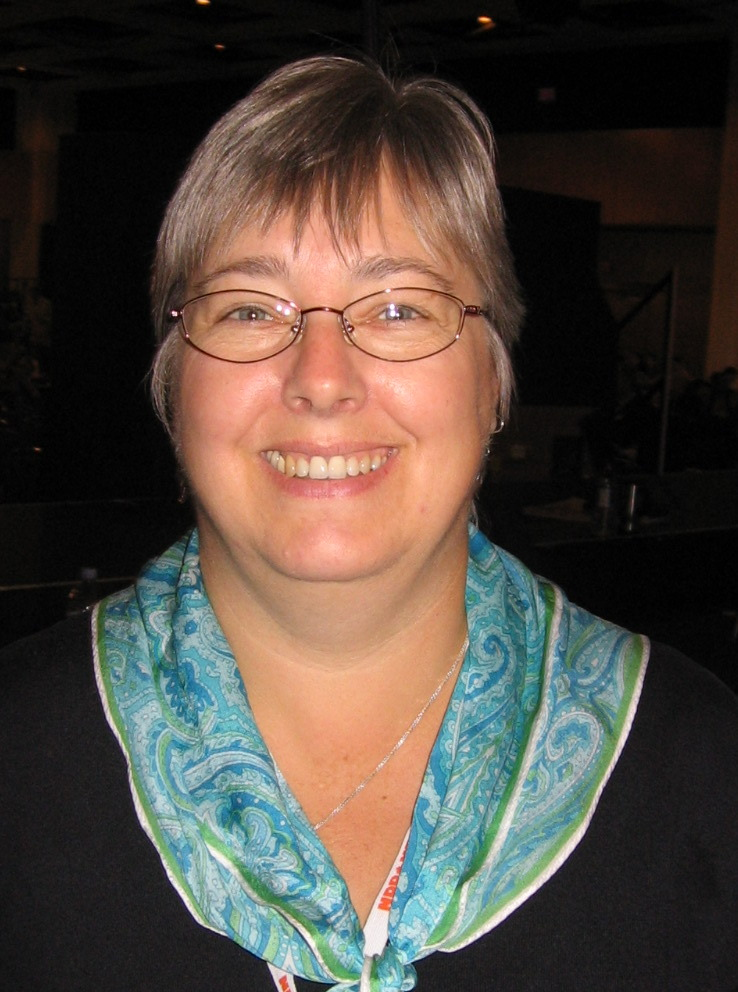
Catherine Bell

- 25 octobre à Comox : Catherine J. Bell, femme politique canadienne. Elle fut députée à la Chambre des communes du Canada, représentant la circonscription britanno-colombienne de Île de Vancouver-Nord depuis l'élection de 2006 sous la bannière du Nouveau Parti démocratique. En 2006, elle délogea le député sortant John Duncan. Ce dernier reprit son siège en 2008.